# 英大证券
英大证券有限责任公司，简称英大证券，为国家电网公司全资子公司英大国际控股集团有限公司控股的全国性的证券经营机构，注册地在深圳。

## 沿革
前身为蔚深证券有限责任公司。1995年，经中国人民银行批准设立，1996年4月15日在深圳正式开业，注册资本1亿元。
2001年2月，成为中国首批获得网上证券交易业务资格的券商。
2006年8月，在国家电网公司主导下，经中国证监会批准，英大证券完成增资扩股，注册资本增加至12亿元，公司更名为英大证券，其中国家电网公司通过旗下英大国际控股集团有限公司等所属单位间接持有公司股份93.6%的绝对控股权。
2006年9月，获得权证交易业务资格。
2009年4月11日起，李大霄在英大证券工作，担任英大证券的首席分析师。
2021年7月24日，中国证券监督管理委员会发布《2021年证券公司分类结果》，其中英大证券被评为BB级，与2020年持平。